# Bâtcari, Vrancea
Bâtcari este un sat în comuna Nistorești din județul Vrancea, Moldova, România.

## Toponimie
Denumirea satului Bâtcari vine de la antroponimul Bâtcă cu sufixul -ari. În limba maghiară bötkó, bötk, bötök înseamnă măciulie, munte mai mic, vârf al unui deal, loc arid cu soare. Familii cu acest nume au fost semnalate la 1820 în satul Spinești. Iorgu Iordan admite existența toponimelor Bâtcă denumind „piscuri muntoase, în regiunile Moldovei apusene” (Iordan 1963: 413).

## Istoric
Satul Bâtcari este înregistrat la recensământul populației din anul 1912.

## Transport
- DJ205M